# Свети Григорий Палама (Солун)
„Свети Григорий Палама“ (на гръцки: Ιερός Ναός του Αγίου Γρηγορίου Παλαμά) е църква в македонския град Солун, митрополитски храм на Солунската епархия на Вселенската патриаршия, под управлението на Църквата на Гърция.

## История

### Стар храм
Църквата е разположена в центъра на града, на кръстовището между „Митрополис“ и „Света София“. На това място през османската епоха съществува църква, посветена на покровителя на Солун Свети Димитър, която е катедрала на града. Църквата е построена в края на XIII – началото на XIV век от император Андроник II Палеолог (1282 - 1328) и е трикорабна базилика, посветена на Света Богородица. След завладяването на града от османците (1430) и превръщането на катедралата „Свети Димитър“ в джамия в 1491 година, църквата на Богородица е прекръстена на името на покровителя на Солун Свети Димитър. Когато и следващият катедрален храм ротондата „Свети Архангели“ е превърната в джамия в 1590 година, крайбрежната църква става катедрала на града. В 1699 година е ремонтирана при митрополит Игнатий Лесбосец. По време на гръцкото въстание в 1821 година в храма търсят спасение стотици солунчани, но османците разбиват вратите и ги изколват. В храма се пазят чудотворната икона на Свети Димитър, патриаршеският трон и много документи на гръцката община.
На 22 август 1890 година тази църква е напълно унищожена от голям пожар. Още през октомври 1890 година митрополит Софроний Солунски (1889 - 1893) подава молба за разрешително за строеж на нова църква, което излиза в началото на юни 1891 година. В разрешителното се казва, че новият храм на Свети Димитър, ще има и два параклиса - на север, посветен на Григорий Палама, а на юг - на Свети Николай. След молба на гръцкия премиер Харилаос Трикупис банкерът Андрос Сингрос добавя 8600 османски лири към 6500-те лири, събрани от солунската гръцка община и строежът на новия храм започва.

### Нов храм
За архитект на сградата е избран Ернст Цилер, който обаче в същата 1890 година се занимава с изготвянето на плановете за митрополитския храм в Егио „Света Богородица Фанеромени“, което е и причината двете църкви да си приличат като архитектура. Наблюдението на проекта е възложено на ученика на Цилер Ахилеас Камбанакис. Основният камък на църквата е поставен на 16 юни 1891 година от митрополит Софроний. Строежът е затруднен, тъй като почвата е нестабилна, защото мястото е близо до морето. Работата спира през 1892 година, тъй като общината обвинява изпълнителите на проект, че използват некачествени материали, и че се отклоняват от първоначалния план Цилер. Камбанакис е уволнен и на негово място е назначен Константинос Кокинакис, но Камбанакис отказва да предостави проектите, а Цилер заявява, че няма копия. Така строежът спира, а общината похарчва парите.
Избухването на Гръцко-турската война в 1897 година още повече възпрепятства възобновяването на строежа. Едва в 1900 година митрополит Атанасий Солунски (1893 - 1903) започва отново да събира пари за строежа на храма. Работата е възобновена на 8 юли 1902 година, като довършването на църквата е поверено на архитект Ксенофон Пеонидис, официален архитект на гръцката община. Пеонидис следва до голяма степен плановете на Цилер, тъй като църквата е наполовина построена, но и прави промени там където е възможно. Грубият строеж е завършен на 17 юни 1906 г., а напълно готова църквата става в края на 1909 година. Разходите са 302 229,30 златни гроша.
Строежът на храма върви заедно със строежа на Гръцкото генерално консулство (1890 – 1893), днес Музей на македонската борба, също дело на Цилер. Двете сгради са свързани с тайна врата и са централа на Гръцката въоръжена пропаганда в Македония в 1904 – 1908 година.
Църквата е открита, когато градът е вече в Гърция, на 21 април 1914 година от митрополит Генадий Солунски (1912 – 1951). Тъй като старата катедрала „Свети Димитър“ вече отново е християнска църква, новият митрополитски храм е посветен вместо на Свети Димитър на Свети Григорий Палама.
В 1978 година Солунското земетресение причинява големи щети на храма. Вероятна причина за това са лошите материали използвани при първоначалния строеж и отклоненията от плановете на Цилер. Появяват се гласове за разрушаването му, но ндделява мнението за ремонт и, след възстановителните работи, храмът е повторно открит на 13 ноември 1980 година.

## Архитектура
Архитектурата на храма е нетипична за времето. В XIX век в Солун и Македония доминират трикорабните базилики, докато църквата принадлежи към неовизантийския октагонален храмов тип с купол, наложил се в свободна Гърция. Има неокласически и неоромантични и неоренесансови характеристики и така следва еклектичната тенденция, характеризираща солунската архитектура в края на XIX век. Наосът има форма на вписан равностранен кръст и е покрит с голям купол, а от четирите страни на сградата има четири високи камбанарии.
Интериорът е изписан от цариградския зограф Николаос Кесанлис, пристигнал в Солун през април 1911 година. В храма се пазят мощите на Григорий Палама.